# Монсалупе
Монсалупе (ісп. Monsalupe) — муніципалітет в Іспанії, у складі автономної спільноти Кастилія-і-Леон, у провінції Авіла. Населення — 58 осіб (2010).
Муніципалітет розташований на відстані близько 100 км на північний захід від Мадрида, 17 км на північ від Авіли.

## Демографія
Динаміка населення (INE ):

## Галерея зображень

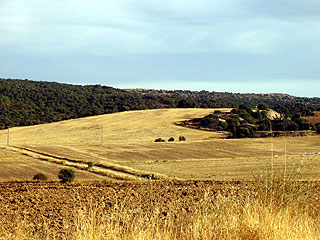
Місцевий пейзаж